# Arctosa inconspicua
Arctosa inconspicua är en spindelart som först beskrevs av Bryant 1948.  Arctosa inconspicua ingår i släktet Arctosa och familjen vargspindlar. Inga underarter finns listade i Catalogue of Life.